# Sternostena
Sternostena es un género de escarabajos de la familia Chrysomelidae. El género fue descrito científicamente primero por Weise en 1910. Esta es una lista de especies perteneciente a este género:
- Sternostena antebasalis Uhmann, 1939
- Sternostena basalis (Baly, 1864)
- Sternostena costaricana Uhmann, 1938
- Sternostena laeta Weise, 1910
- Sternostena lateralis Pic, 1932
- Sternostena triangularis Uhmann, 1931
- Sternostena varians Weise, 1910